# 엑시온그룹
엑시온그룹(영어: Exion Group Co. Ltd.)은 대한민국의 전자 상거래 기업이다. 본사는 서울특별시 강남구 삼성로 633 (삼성동, 삼광빌딩)에 위치해 있으며 대표이사는 이승철, 박찬하이다.

## 역사
2001년 SK글로벌에서 (주)위즈위드코리아로 독립하면서 설립되었다. 아이에스이커머스에서 엑시온그룹으로 사명을 변경하였다.

## 사업
- 한국 최초 해외 수입 대행스토어(WIZWID)
- 커머스 인프라 서비스(EDGE N2N)
- 커머스 전문 컴퍼니 빌더[1]

## 대주주 변경
코스닥 상장회사 아이에스이커머스의 최대주주가 아이에스이네트워크에서 이노파이안으로 주당 5760원에 양도하여 변경되었다. 2023년 운영자금 등 약 200억 원을 조달하고자 이노파이안주식회사를 대상으로 주당 2천460원에 제3자배정 유상증자를 하였다. 2024년 메르센애널리틱스를 상대로 40억 규모의 제3자 배정 유상증자를 하였다

## 참고문헌
1. ↑  아이에스이커머스 BNK투자증권 리서치센터 2018-07-10
2. ↑  아이에스이커머스, 이노파이안으로 최대주주 변경, 이데일리, 2024년 6월 7일
3. ↑  아이에스이커머스, 200억원 규모 제3자 배정 유상증자, 인포맥스, 2023년 10월 26일
4. ↑  신하연, 엑시온그룹, 40억 규모 제3자배정 유증 소식에 상한가, 이데일리, 2024-11-21